# S.Z. Sakall
S.Z. Sakall, pseudonimo di Gerő Jenő (Budapest, 2 febbraio 1883 – Los Angeles, 12 febbraio 1955), è stato un attore ungherese naturalizzato statunitense.
Agli inizi di carriera, era conosciuto con il nome Szöke Szakall.

## Biografia
Nato in una famiglia ebrea ungherese, durante gli anni della scuola iniziò a scrivere sketch per il vaudeville di Budapest, sotto lo pseudonimo di Szőke Szakáll (letteralmente "barba bionda", barba che il giovane iniziò a portare quando, diciottenne, debuttò come attore). Durante gli anni dieci, Szakall prese parte a spettacoli di vario genere, ma si specializzò nelle rappresentazioni di teatro leggero, operette e commedie brillanti.  Debuttò trentenne nel cinema e, per alcuni anni, fu una star dei palcoscenici e degli schermi ungheresi, prima di trasferirsi a Vienna all'inizio degli anni venti per lavorare nel Kabarett Leopoldi-Wiesenthal, compagnia teatrale di Hermann Leopoldi. All'avvento del sonoro, Sakall divenne una delle maggiori star della Wiener Film, casa di produzione austriaca specializzata in commedie romantiche a sfondo viennese, ma partecipò a pellicole prodotte anche a Praga e Berlino, come Due cuori a tempo di valzer (1930). Nel 1933, all'avvento del nazismo in Germania, ritornò in Ungheria e recitò per il grande schermo per tutto il resto del decennio, sempre sotto il nome di Szőke Szakáll. Apparve anche in una produzione inglese, Appuntamento alle cinque (1937).
Nel 1940, al precipitare degli eventi bellici in Europa, Sakall partì per gli Stati Uniti e riparò a Hollywood. Il suo carattere affabile e il suo volto dalle guance rubiconde, uniti a un fisico corpulento ma dalle movenze aggraziate, ne fecero ben presto uno dei caratteristi più ricercati di Hollywood, specializzato in personaggi dalla bonaria saggezza, in genere impresari teatrali, amabili e saggi zii o simpatici negozianti. Il debutto americano avvenne con la commedia Questa è la vita (1940), accanto a Deanna Durbin, con la quale girò subito dopo Parata di primavera (1940). Nel successivo Una notte a Rio (1941), Sakall interpretò il ruolo di Mr. Arthur Penna, un americano in vacanza in Brasile, e duettò nei numeri musicali con le due protagoniste femminili, Alice Faye e Carmen Miranda. La simpatia e la recitazione misurata consentirono a Sakall di prodursi in una lunga serie di gustose caratterizzazioni. In Colpo di fulmine (1941), commedia diretta da Howard Hawks e interpretata da Gary Cooper e Barbara Stanwyck, l'attore impersonò l'occhialuto professor Magenbruch, un anziano insegnante di musica assai somigliante al disneyano Dotto, uno dei sette nani di Biancaneve. Dopo aver siglato un contratto con la Warner Brothers, l'anno successivo Sakall partecipò al patriottico Ribalta di gloria (1942), con James Cagney, e subito dopo venne scritturato per Casablanca (1942) di Michael Curtiz, in cui interpretò il ruolo di Carl, il capo cameriere del Rick's Café gestito da Rick Blaine (Humphrey Bogart), personaggio solerte ma discreto testimone delle vicissitudini umane che si susseguono nel locale.
Soprannominato "Cuddles" ("pacioccone"), in ossequio alla sua sorniona e rubiconda fisicità, Sakall impersonò successivamente un allevatore texano nel western Duello a S. Antonio (1945), al fianco di Errol Flynn, e proseguì la sua galleria di personaggi dalle chiare origini europee, come il professor Rosenkrantz in Cinzia (1947), accanto a Elizabeth Taylor, e il professor Otto Oberkugen ne I fidanzati sconosciuti (1949), con Judy Garland e Van Johnson. La Warner Brothers lo impiegò con successo in una serie di commedie musicali destinate a lanciare l'allora emergente Doris Day. In Amore sotto coperta (1948), Sakall interpretò il ruolo dello zio Lazlo Lazlo, giocando con i suoi consueti equivoci linguistici mitteleuropei, mentre in Musica per i tuoi sogni (1949) impersonò Felix Hofer, potenziale sponsor di una trasmissione radiofonica per la quale fa un provino l'aspirante cantante Martha Gibson (la Day). I due attori lavorarono nuovamente insieme in Tè per due (1950), tratto dalla commedia musicale degli anni venti No, No, Nanette, in cui Sakall fu J. Maxwell Bloomhaus, lo zio facoltoso a cui si rivolge Nanette (la Day), ereditiera con il pallino del palcoscenico, per ottenere il denaro necessario a finanziare uno show teatrale. In La ninna nanna di Broadway (1951), Sakall interpretò il ruolo di un ricco industriale, il magnate della birra Hubbell, in una vicenda imperniata su idilli romantici e vecchi numeri musicali, al centro dei quali si muove una ballerina di fila (la Day), alla ricerca della sciagurata madre. Dopo aver pubblicato nel 1953 la propria autobiografia, intitolata The Story of Cuddles - My Life under the Emperor Francis Joseph, Adolph Hitler and the Warner Brothers, Sakall apparve ancora nel musical Amore provinciale (1953) e ne Il principe studente (1954), in cui impersonò Herr Ruder, un amabile locandiere tedesco alle prese con le vicende sentimentali della nipote (Ann Blyth).

## Vita privata
Dopo un primo matrimonio nel 1916 con Giza Grossner (che morì nel 1918), Sakall si risposò nel 1920 con Anne Kardos, con la quale nel 1940 raggiunse gli Stati Uniti per sfuggire alle persecuzioni naziste. Molti familiari dell'attore perirono nei campi di concentramento, comprese le sue tre sorelle, una nipote e i due cognati.
Divenuto cittadino americano nel 1946, Sakall morì il 12 febbraio 1955, all'età di settantadue anni, per un attacco di cuore, pochi giorni dopo aver terminato le riprese de Il principe studente. È sepolto al Forest Lawn Memorial Park di Glendale, in California.

## Filmografia
- Az újszülött apa, regia di Eugen Illés (1916) (con il nome Szõke Szakáll)
- A dollárnéni, regia di Lajos Lázár (1917)
- Wenn das Herz der Jugend spricht, regia di Fred Sauer (1926) (con il nome Szõke Szakáll)
- Da hält die Welt den Atem an, regia di Felix Basch (1927) (con il nome Szõke Szakáll)
- Der Himmel auf Erden, regia di Alfred Schirokauer e Reinhold Schünzel (1927)
- Familientag im Hause Prellstein, regia di Hans Steinhoff (1927) (con il nome Szõke Szakáll)
- Mary Lou, regia di Frederic Zelnik (1928)
- Rutschbahn, regia di Richard Eichberg (1928) (con il nome Szõke Szakáll)
- Fior d'ombra (Großstadtschmetterling), regia di Richard Eichberg (1929)
- Der fidele Bauer, regia di Franx Seitz - con il nome Szõke Szakáll (1929)
- Wer wird denn weinen, wenn man auseinandergeht?, regia di Richard Eichberg (1929)
- Due cuori a tempo di valzer (Zwei Herzen im Dreiviertel-Takt), regia di Géza von Bolváry (1930) (con il nome Szõke Szakáll)
- Zweimal Hochzeit, regia di Emmerich Wojtek Emo (1930)
- Komm' zu mir zum Rendezvous, regia di Carl Boese (1930) (con il nome Szõke Szakáll)
- Susanne macht Ordnung, regia di Eugen Thiele (1930) (con il nome Szõke Szakáll)
- Der Hampelmann, regia di E.W. Emo (1930)
- Roxi B bar, regia di Joe May (1931) (con il nome Szõke Szakáll)
- Kopfüber ins Glück, regia di Hans Steinhoff (1931) (con il nome Szõke Szakáll)
- Die Faschingsfee, regia di Hans Steinhoff (1931) (con il nome Szõke Szakáll)
- Ihr Junge, regia di Friedrich Fehér (1931) (con il nome Szõke Szakáll)
- Valzerparadies, regia di Frederic Zelnik (1931) (con il nome Szõke Szakáll)
- Ich heirate meinen Mann, regia di Emmerich Wojtek Emo (1931) (con il nome Szõke Szakáll)
- Der Stumme von Portici, regia di Kurt Gerron (1931) (con il nome Szõke Szakáll)
- Der Zinker, regia di Karl Forest, Martin Frič e Carl Lamac (1931) (con il nome Szõke Szakáll)
- La cugina di Varsavia (Meine Cousine aus Warschau), regia di Carl Boese (1931)
- La donna di cui si parla (Die Frau von der man spricht), regia di Victor Janson (1931) (con il nome Szõke Szakáll)
- Die schwebende Jungfrau, regia di Carl Boese (1931) (con il nome Szõke Szakáll)
- Der unbekannte Gast, regia di Emmerich Wojtek Emo (1931) (con il nome Szõke Szakáll)
- Besserer Herr gesucht zwecks..., regia di Carl Behr e Werner Hochbaum (1932)
- Ahoi - Ahoi!, regia di Luis Domke (1932) (con il nome Szõke Szakáll)
- Streichquartett, regia di Richard Löwenbein (1932)
- Mädchen zum Heiraten, regia di Wilhelm Thiele (1932)
- L'ultima canzone (Melodie der Liebe), regia di Georg Jacoby (1932)
- Hein harmloser Fall, regia di Luis Domke (1932) (con il nome Szõke Szakáll)
- Don Giovanni in tuta (Ich will nicht wissen, wer du bist), regia di Géza von Bolváry (1932) (con il nome Szõke Szakáll)
- Gräfin Mariza, regia di Richard Oswald (1932)
- Mein Name ist Lampe, regia di Karl Farkas (1932) (con il nome Szõke Szakáll)
- Glück über Nacht, regia di Max Neufeld (1932)
- Tokajerglut, regia di Viktor Gertler (1933) (con il nome Szõke Szakáll)
- Eine Stadt steht kopf, regia di Gustaf Gründgens (1933)
- Melodie imperiali (Kaiserwalzer), regia di Frederic Zelnik (1933) (con il nome Szõke Szakáll)
- Eine Frau wie Du, regia di Carl Boese (1933)
- Es war einmanl ein Musikus, regia di Frederic Zelnik (1933) (con il nome Szõke Szakáll)
- Muß man sich gleich scheiden lassen, regia di Hans Behrendt (1933)
- Vecchia Russia (Großfürstin Alexandra), regia di Wilhelm Thiele (1933) (con il nome Szõke Szakáll)
- Pardon, tévedtem, regia di Steve Sekely e Géza von Bolváry (1933) (con il nome Szõke Szakáll)
- Abenteuer am Lido, regia di Richard Oswald (1933) (con il nome Szõke Szakáll)
- Avventura a Budapest (Skandal in Budapest), regia di Steve Sekely e Géza von Bolváry (1933) (con il nome Szõke Szakáll)
- Frühlingsstimmen, regia di Pál Fejös (1933) (con il nome Szõke Szakáll)
- Az ellopott szerda, regia di Viktor Gertler (1933) (con il nome Szõke Szakáll)
- Mindent a nöért!, regia di Béla Gaál e Géza von Cziffra (1934) (con il nome Szõke Szakáll)
- Wenn du jung bist, gehört dir die Welt, regia di Henry Oebels-Oebström e Richard Oswald (1934) (con il nome Szõke Szakáll)
- Helyet az öregeknek, regia di Béla Gaál (1934) (con il nome Szõke Szakáll)
- Ende schlecht, alles gut, regia di Fritz Schulz (1934) (con il nome Szõke Szakáll)
- Il diario di una donna amata (Maria Baschkirtseff), regia di Henry Koster (1935) (con il nome Szõke Szakáll)
- Bretter, die die Welt bedeuten, regia di Kurt Gerron (1935) (con il nome Szõke Szakáll)
- Viereinhalb Musketiere, regia di László Kardos (1935) (con il nome Szõke Szakáll)
- Tagebuch der Geliebten, regia di Henry Koster (1935) (con il nome Szõke Szakáll)
- Barátságos arcot kérek, regia di László Kardos (1936) (con il nome Szõke Szakáll)
- Fräulein Lilli, regia di Hans Behrendt e Robert Wohlmuth (1936) (con il nome Szõke Szakáll)
- Mircha il monello (Bubi), regia di Béla Gaál (1937) (con il nome Szõke Szakáll)
- Appuntamento alle 5 (The Lilac Domino), regia di Frederic Zelnik (1937)
- Questa è la vita (It's a Date), regia di William A. Seiter (1940)
- Lo stalliere e la granduchessa (Florian), regia di Edwin L. Marin (1940)
- My Love Come Back, regia di Curtis Bernhardt (1940)
- Parata di primavera (Spring Parade), regia di Henry Koster (1940)
- Incontro a New York (The Man Who Lost Himself), regia di Edward Ludwig (1941)
- Il diavolo si converte (The Devil and Miss Jones), regia di Sam Wood (1941)
- Una notte a Rio (That Night in Rio), regia di Irving Cummings (1941)
- Colpo di fulmine (Ball of Fire), regia di Howard Hawks (1941)
- Ombre di Broadway (Broadway), regia di William A. Seiter (1942)
- Ribalta di gloria (Yankee Doodle Dandy), regia di Michael Curtiz (1942)
- Sette ragazze innamorate (Seven Sweethearts), regia di Frank Borzage (1942)
- Casablanca, regia di Michael Curtiz (1942) (con il nome S.K. Sakall)
- Fior di neve (Wintertime), regia di John Brahm (1943)
- Thank Your Lucky Stars, regia di David Butler (1943) (con il nome S.K. Sakall)
- Al chiaro di luna (Shine on Harvest Moon), regia di David Butler (1944)
- Ho baciato una stella (Hollywood Canteen), regia di Delmer Daves (1944)
- L'uomo meraviglia (Wonder Man), regia di H. Bruce Humberstone (1945)
- Il sergente e la signora (Christmas in Connecticut), regia di Peter Godfrey (1945)
- Donne e diamanti (The Dolly Sisters), regia di Irving Cummings (1945)
- Duello a S. Antonio (San Antonio), regia di David Butler e, non accreditati, Robert Florey e Raoul Walsh (1945)
- Cinderella Jones, regia di Busby Berkeley (1946)
- Two Guys from Milwaukee, regia di David Butler (1946)
- Preferisco mio marito (Never Say Goodbye), regia di James V. Kern (1946)
- L'ora, il luogo e la ragazza (The Time, the Place and the Girl), regia di David Butler (1946)
- Cinzia (Cynthia), regia di Robert Z. Leonard (1947)
- April Showers, regia di James V. Kern (1948)
- Amore sotto coperta (Romance on the High Seas), regia di Michael Curtiz (1948)
- Embraceable You, regia di Felix Jacoves (1948)
- Gong fatale (Whiplash), regia di Lewis Seiler (1948)
- Musica per i tuoi sogni (My Dream Is Yours), regia di Michael Curtiz (1949)
- La vita a passo di danza (Look for the Silver Lining), regia di David Butler (1949)
- I fidanzati sconosciuti (In the Old Good Summertime), regia di Robert Z. Leonard (1949) (con il nome S.Z. Cuddles Sakall)
- Dora bambola bionda! (Oh, You Beautiful Doll), regia di John M. Stahl (1949)
- Più forte dell’odio (Montana), regia di Ray Enright (1950) (con il nome S.Z. Cuddles Sakall)
- The Daughter of Rosie O'Grady, regia di David Butler (1950) (con il nome Cuddles Sakall)
- Tè per due (Tea for Two), regia di David Butler (1950)
- Sugarfoot, regia di Edwin L. Marin (1951)
- La ninna nanna di Broadway (Lullaby of Broadway), regia di David Butler (1951)
- Femmine bionde (Painting the Clouds with Sunshine), regia di David Butler (1951)
- It's a Big Country, regia di Clarence Brown e Don Hartman (1951)
- Amore provinciale (Small Town Girl), regia di László Kardos (1953)
- The Ford Television Theatre - serie TV, episodio 2x28 (1954)
- Il principe studente (The Student Prince), regia di Richard Thorpe e, non accreditato, Curtis Bernhardt (1954) (con il nome S.Z. Cuddles Sakall)

## Doppiatori italiani
Nelle versioni in italiano dei suoi film, S.Z. Sakall è stato doppiato da:
- Olinto Cristina in Colpo di fulmine, L'uomo meraviglia[4], Donne e diamanti, Preferisco mio marito, Tè per due, La ninna nanna di Broadway, Ho baciato una stella
- Corrado Racca in  Casablanca, Amore sotto coperta
- Vinicio Sofia in Femmine bionde
- Carlo Romano in Il sergente e la signora
- Mario Besesti in Il principe studente
- Manlio Guardabassi in Il diavolo si converte (ridoppiaggio)